# Pont-Hébert (commune déléguée)
Pour les articles homonymes, voir Pont (toponyme).

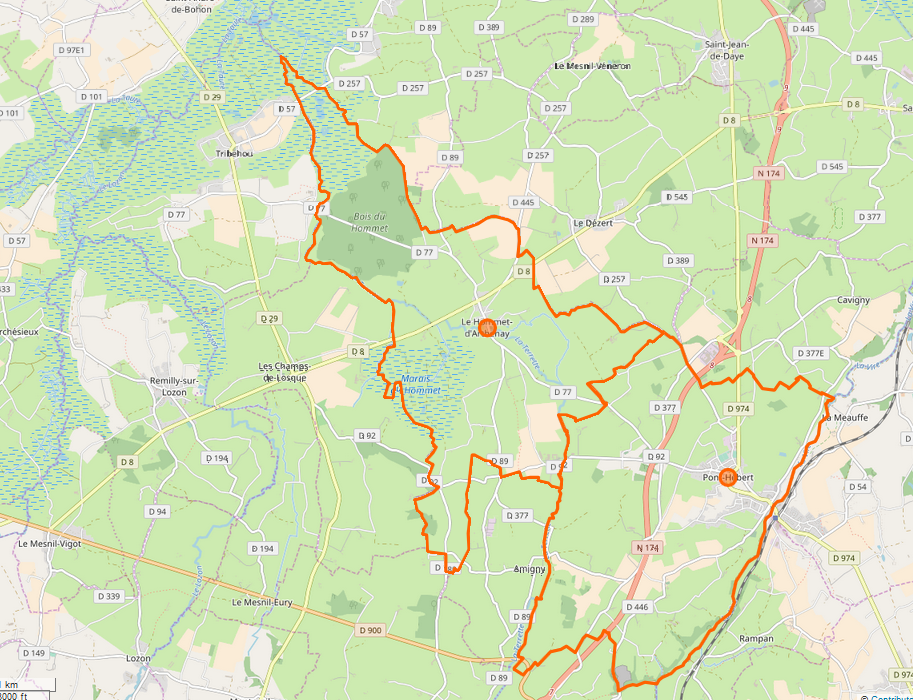
carte de la commune nouvelle.

Pont-Hébert [pɔ̃ ebɛʁ] est une ancienne commune française du département de la Manche et de la région Normandie.
Le 1er janvier 2018, elle fusionne avec sa voisine Le Hommet-d'Arthenay au sein de la commune nouvelle de Pont-Hébert ; elle prend alors le statut administratif de commune déléguée.
En 2023, le conseil municipal acte la suppression de la commune déléguée à compter du 28 juin, jour de la réunion du conseil.

## Géographie
La commune s'inscrit dans le parc naturel régional des Marais du Cotentin et du Bessin.
Pont-Hébert est bordée à l'ouest par la Terrette et un ruisseau affluent, le Vautrel. Elle est traversée par la Vire, la route nationale 174, et la ligne de chemin de fer Lison - Saint-Lô avec un arrêt à 200 mètres du bourg, mais sur la rive droite de la Vire, sur la commune de Rampan.
Elle se compose d'un bourg central important (Pont-Hébert) et de plusieurs écarts : les Pézerils (avec sa chapelle), le Hameau Thomasse, les Fourneaux, la Chesnée, le Clos Bessin, le Rocher, le Hamel au Duc, le Buisson, Village aux Boisdres, la Bruyère, l'Hôtel Gautier, Esglandes (avec chapelle, cimetière, château), le Gué Hébert, la Verdelette, la Huberdière, la Vicquerie, la Hucherie, la Fautelaye, la Raierie, la Vannerie, l'Épine au Verdier, la Godarderie, le Bois, la Martinière, l'Onfraie, Beaupré, la Bréhannerie, le Mesnil Durand (avec sa chapelle), la Crespinnière, la Bessinière, la Goutelle, l'Hôtel Pastey, les Hauts Vents, les Bas Vents, l'Hôtel Adam, le Hameau Billard.
La partie ouest de la commune est composée de vastes champs dont le Vignot (lieu-dit non bâti).
À côté de la Godarderie, on trouve les restes d'une carrière.

## Transport
La commune est desservie par la ligne d'autocar no 302 : Carentan-les-Marais - Saint-Lô du réseau régional Nomad.
La gare de Pont-Hébert est un arrêt désaffecté de la Société nationale des chemins de fer français (SNCF), desservi par des trains TER Basse-Normandie qui effectuaient des missions entre les gares de Coutances et de Caen.

## Toponymie
Le nom de la localité est attesté sous la forme Pons Herberii en 1260.

### Microtoponymie
Mesnil Durand attesté au XIIe siècle sous la forme Maisnillo Durand.
Esglandes, attesté au XIIe siècle. Jadis Aiguelande, du latin Aquilanda, « terre d'eau ». Toponyme évident puisque basé dans les prés humides des marais du Cotentin. Le village d'Esglandes est cité en 1026 dans un acte comme faisant partie de la donation faite à Adèle, fille du roi Robert, par le duc de Normandie Richard III.
Les lieux-dits en Y-ère/-erie sont des habitats ultérieurs, résultant du développement démographique de la Normandie. Ils désignaient la ferme de la famille Y, fondée sur les nouvelles terres obtenues par les grands défrichements des XIe – XIIIe siècle. Les essarts prennent le nom des défricheurs, suivi de la désinence -erie ou -ière.
Les autres lieux-dits en (Hôtel / Hameau / Le / Clos / Pont / Maison)-Y sont des constructions plus tardives, ils désignaient la propriété de la famille Y (comme Pont-Hébert lui-même).

## Histoire
Dans le cadre de la guerre de Cent Ans, en 1346, lors de la chevauchée d'Édouard III sur le sol français, les troupes freinés dans leur avance sur Saint-Lô, le pont sur la Vire ayant été détruit par les français, passèrent la nuit du 21 juillet à Pont-Hébert avant de pouvoir franchir le fleuve une fois le pont réparé.
La commune est créée en 1836 par la fusion des communes de Bahais, d'Esglandes et du Mesnil-Durand. Le hameau Bahais a été rattaché à la commune de Cavigny.
Depuis 1945, Pont-Hébert s'accroît. Ce qui était autrefois le simple hameau Pont-Hébert (basé sur la Vire) s'est développé en bourg sur l'axe RN174, contenant la majorité de la population.

## Politique et administration
| Période                                  | Période          | Identité         | Étiquette | Qualité |
| ---------------------------------------- | ---------------- | ---------------- | --------- | --- |
| 1979                                     | 1988             | Léopold Laurence |           | |
| 1989                                     | mars 2008        | Maurice Hébert   |           | Responsable informatique |
| mars 2008                                | 31 décembre 2017 | Lucien Boëm      | PS        | Professeur retraité, ancien 1er secrétaire fédéral du PS de la Manche, ancien conseiller général du canton de Saint-Jean-de-Daye |
| Les données manquantes sont à compléter. |                  |                  |           | |

## Démographie
En 2020, la commune comptait 1 575 habitants. Depuis 2004, les enquêtes de recensement dans les communes de moins de 10 000 habitants ont lieu tous les cinq ans (en 2008, 2013, 2018, etc. pour Pont-Hébert (commune déléguée)) et les chiffres de population municipale légale des autres années sont des estimations.
| 1793 | 1800 | 1806 | 1821 | 1831 | 1836  | 1841  | 1846  | 1851  |
| ---- | ---- | ---- | ---- | ---- | ----- | ----- | ----- | ----- |
| 177  | 134  | 190  | 175  | 142  | 1 199 | 1 179 | 1 148 | 1 194 |

| 1856  | 1861  | 1866  | 1872 | 1876 | 1881 | 1886 | 1891 | 1896 |
| ----- | ----- | ----- | ---- | ---- | ---- | ---- | ---- | ---- |
| 1 114 | 1 062 | 1 018 | 957  | 944  | 963  | 913  | 908  | 852  |

| 1901 | 1906 | 1911 | 1921 | 1926 | 1931 | 1936 | 1946 | 1954  |
| ---- | ---- | ---- | ---- | ---- | ---- | ---- | ---- | ----- |
| 820  | 842  | 825  | 771  | 832  | 895  | 930  | 835  | 1 091 |

| 1962  | 1968  | 1975  | 1982  | 1990  | 1999  | 2008  | 2013  | 2018  |
| ----- | ----- | ----- | ----- | ----- | ----- | ----- | ----- | ----- |
| 1 508 | 1 837 | 2 109 | 1 987 | 1 764 | 1 713 | 1 787 | 1 746 | 1 587 |

| 2019  | - | - | - | - | - | - | - | - |
| ----- | - | - | - | - | - | - | - | - |
| 1 581 | - | - | - | - | - | - | - | - |

## Enseignement
- École maternelle et primaire (publique).

## Économie
La commune se situe dans la zone géographique des appellations d'origine protégée (AOP) beurre d'Isigny et crème d'Isigny.
- Manche Confection : fabrication de vêtements pour femmes et fillettes.
- Laiterie Claudel, en fait située à La Meauffe et Rampan. La laiterie a été fermée en 1986.
- Ferme de la Blanche Maison (ferme expérimentale).

## Lieux et monuments
- Église Saint-Aubin des XIXe – XXe siècles. Elle fut reconstruite, à l'exception du clocher, de 1954 à 1956 selon les plans de l'architecte Étienne Martinet. À l'intérieur, verrière du XXe de Paul Bony, statue de saint Aubin du XVIIIe. L'édifice est labellisé patrimoine du XXe siècle[14].
- Chapelle Saint-Pierre d'Esglandes (restes du clocher de l'ancienne église paroissiale et cimetière).
- Chapelle des Pèzerils du XIIIe siècle.
- Chapelle du Mesnil-Durand du XVIIe siècle, dans le cimetière du Mesnil.
- Ferme-manoir des Pézerils du XVIIe siècle en schiste, avec à proximité les vestiges d'un château commencé à la fin du XVIIIe siècle et qui n'a jamais été achevé[14].
- Lavoir à la Bessinière.

Pour mémoire
- Château d'Esglandes, possession de la famille de Thère[6].

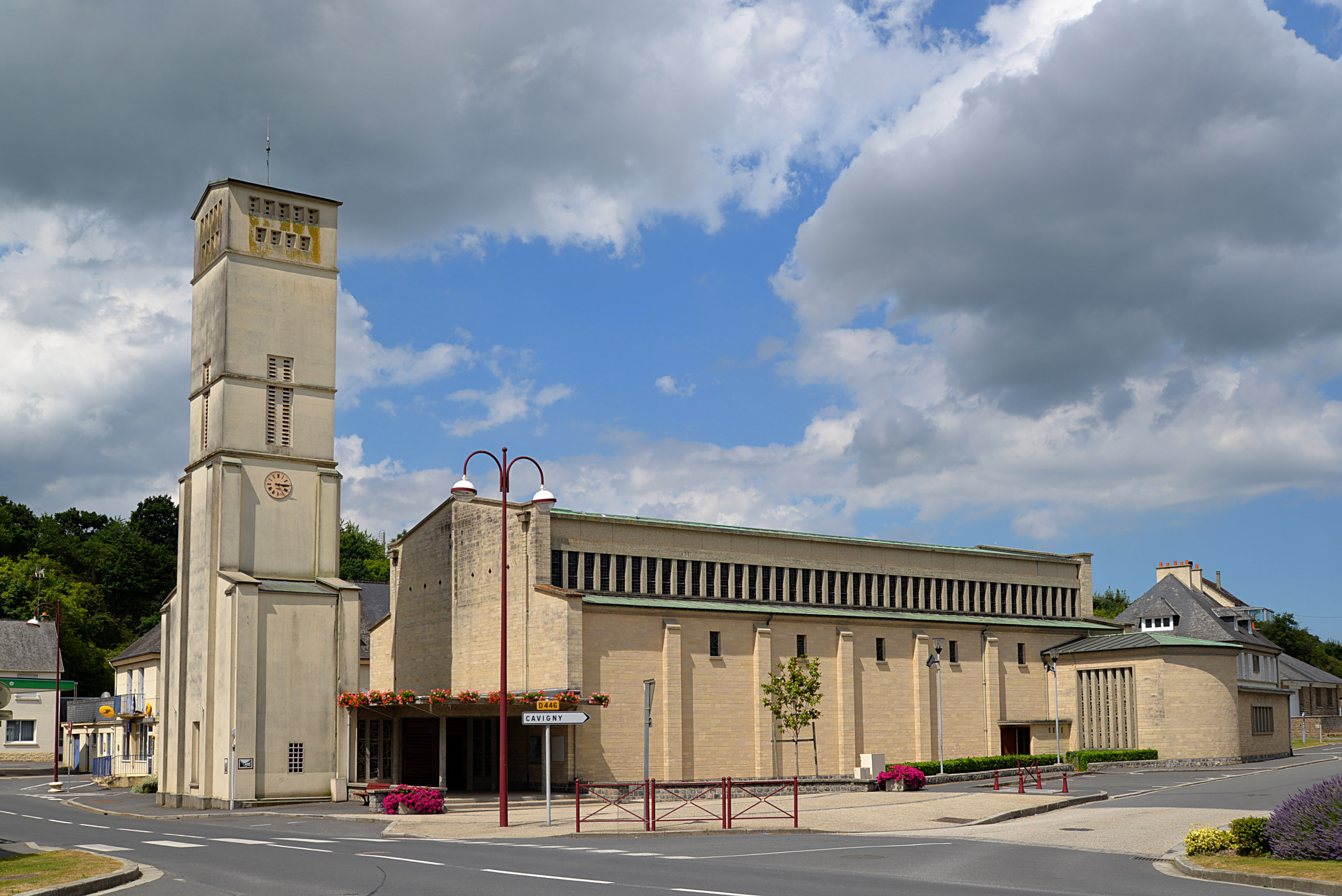
L'église Saint-Aubin.
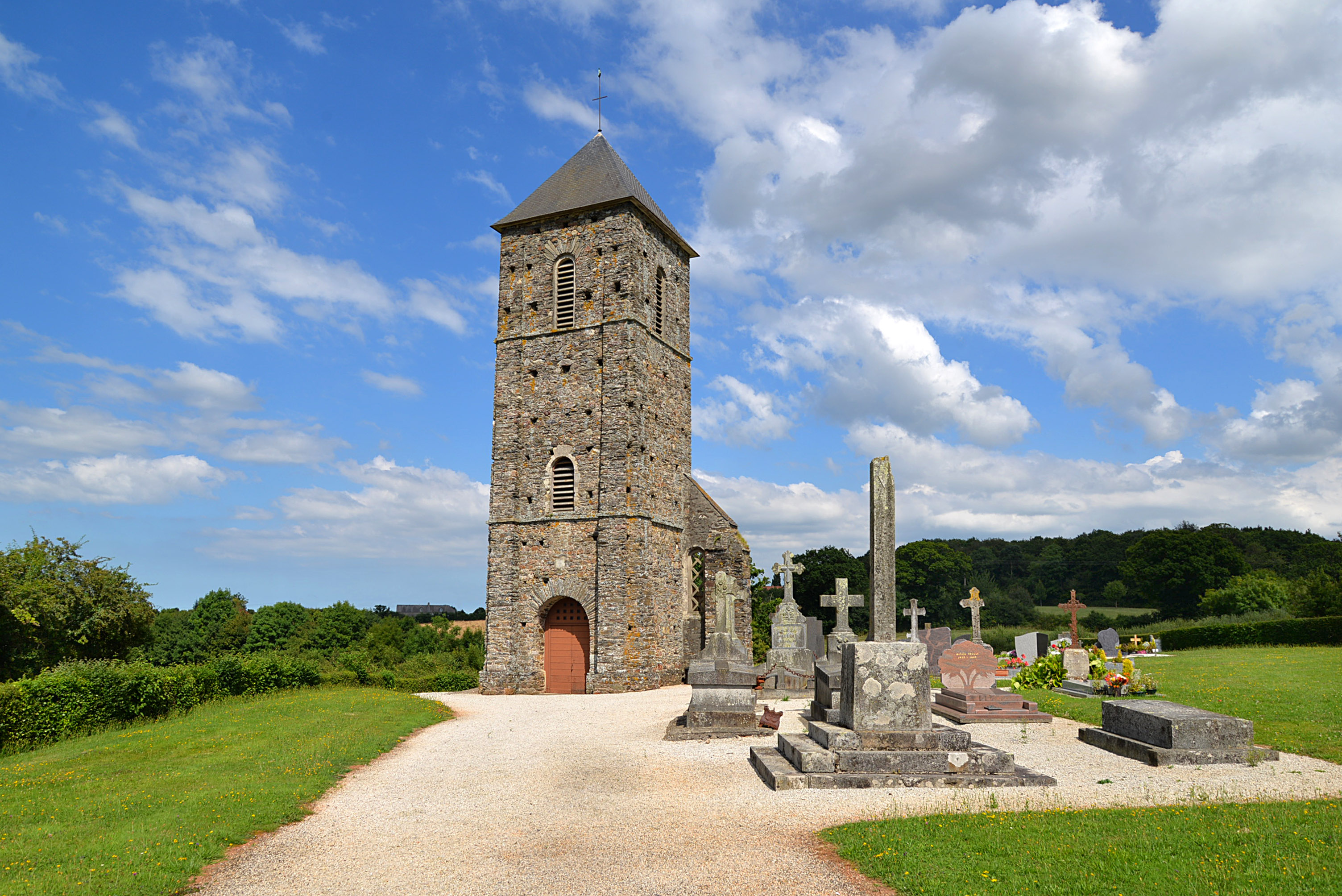
Les vestiges de l'église Notre-Dame d'Esglandes.
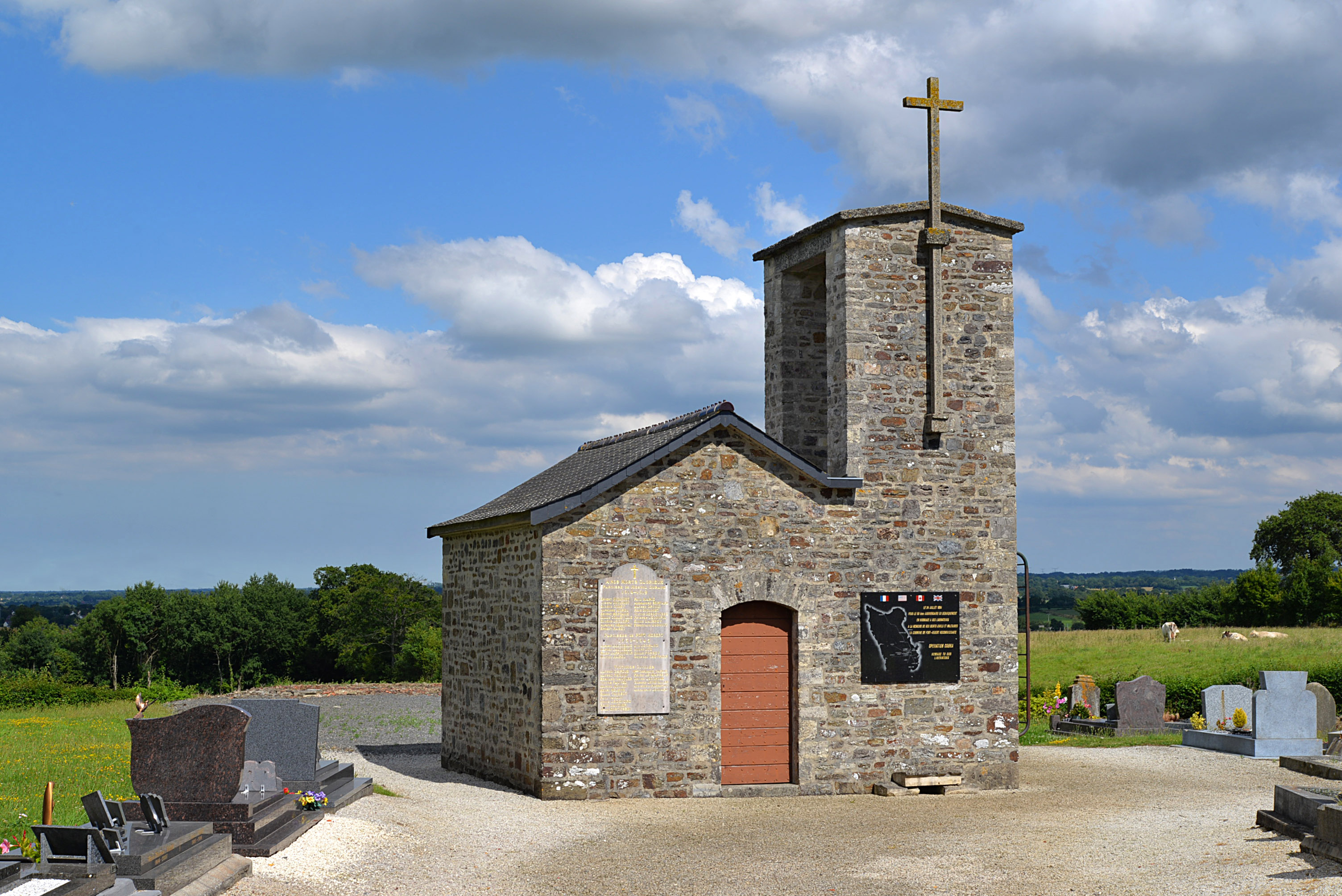
La chapelle Saint-Pierre du Mesnil-Durand.

## Personnalités liées à la commune
- Henri Claudel (1884-1971), industriel du lait, né à Saulxures-sur-Moselotte dans les Vosges et créateur de la laiterie Claudel à Pont-Hébert en 1912.
- Jean Baisnée, né en 1931 à Pont-Hébert, professeur de lettres, fonctionnaire, écrivain et traducteur.
- François Digard, né en 1947 à Pont-Hébert, maire de Saint-Lô.